# White Queen
A White Queen a harmadik dal a brit Queen együttes 1974-es Queen II albumáról. Brian May gitáros szerezte, 1968-1969 környékén, mikor még a londoni Imperial Collage-ben tanult. Bár nyilatkozatai szerint sosem akarta a saját érzéseit dalba írni, elterjedt vélemények szerint ennek a műnek is személyes vonatkozásai vannak. A szöveg egy lányról szól, akibe a mesélő titokban szerelmes, de nincs elég bátorsága ahhoz, hogy megmondja neki. Attól fél, hogy túl sokáig vár, és csak későn meri bevallani neki az érzéseit.
Hiedelmekkel ellentétben nem játszotta korábbi együttesével, a Smile-val. Az album úgynevezett Fehér oldalára került, amelyre egy kivétellel csak May írt dalokat.
Az album több dalához hasonlóan a hirtelen hangulatváltozásokkal operál: egy lassú bevezetővel kezdődik, amely egyre erősödik, és alig a közepénél hirtelen vált át erőteljesebbre. A hangszerelésben végig jelen van az akusztikus gitár is. A középrész után hallható egy szitárhoz hasonló hangzás, ezt May a Red Special elektromos gitárjával játszotta el.
Az előtte lévő dal, a Father to Son szünet nélkül kapcsolódik a White Queenhez.
Az 1977-es Queen’s First EP című középlemezre is felkerült.

## Élőben
Az 1974-es Queen II turnétól kezdve folyamatosan játszották egészen az 1977-es News of the World Tourig, ahol azonban már csak ritkán került bele a műsorba. Ezután véglegesen lekerült a lejátszási listákról. Koncerteken általában egy kiterjesztett instrumentális szólót tartalmazott, ahol May gitárjátéka dominált, és Mercury zongorajátéka is szerephez jutott.
Az 1974. november 20-ai Rainbow Theatre-ben készült koncertfilmen is szerepelt, ez 1992-ben Live at the Rainbow címen jelent meg, kizárólag a Box of Tricks díszdobozos kiadás részeként.

## Közreműködők
- Ének: Freddie Mercury
- Háttérvokál: Freddie Mercury

Hangszerek:
- Roger Taylor: Ludwig dobfelszerelés
- John Deacon: Fender Precision Bass
- Brian May: Red Special, Hairfred akusztikus gitár